# Giovanni Bassi
Giovanni Bassi (Milano, 21 luglio 1894 – Mondovì, 25 maggio 1942) è stato un ciclista su strada italiano.
Professionista negli anni 1910 e 1920, vinse la Milano-Modena nel 1922 e una tappa al Giro d'Italia 1924, in cui venne però squalificato per volata irregolare e la vittoria fu assegnata ad Alfredo Sivocci.

## Palmarès
- 1912 (dilettanti)

Piccolo Giro di Lombardia
Coppa d'Inverno
- 1913 (Stucchi, una vittoria)

Milano-San Pellegrino
- 1921 (individuale, una vittoria)

Coppa d'Inverno
- 1922 (individuale, una vittoria)

Milano-Modena

## Piazzamenti

### Grandi giri
- Giro d'Italia

1913: 31º
1921: ritirato
1922: 11º
1924: 17º

### Classiche monumento
- Milano-Sanremo

1913: 19º
1914: 38º
1921: squalificato
1922: ritirato
1923: ritirato
1925: 27º
1931: 92º
- Giro di Lombardia

1913: 26º
1921: 6º
1922: squalificato
1923: 26º
1924: 17º